# فلوریان بروگمن
فلوریان بروگمن (انگلیسی: Florian Brügmann؛ زادهٔ ۲۳ ژانویهٔ ۱۹۹۱) بازیکن فوتبال اهل آلمان است.
از باشگاه‌هایی که در آن بازی کرده‌است می‌توان به باشگاه فوتبال هالشر و باشگاه فوتبال بوخوم اشاره کرد.
وی همچنین در تیم‌های ملی فوتبال Germany national under-16 football team و جوانان آلمان بازی کرده‌است.